# Kari Piippo
Kari Piippo (Lappajärvi, 1945. december 10. – 2024. december 30.) finn plakáttervező grafikusművész. A Műszaki Főiskola grafikus designer szakán végzett Helsinkiben, 1967-ben. Elsősorban illusztrációval és plakáttervezéssel foglalkozott. 

## Pályafutása
1989-1997 között a helsinki Művészeti Akadémián tanított. A finnországi Mikkeliben élt, ahol 1987-ben alapított stúdióját vezette. Sok egyéni és csoportos kiállításon vett részt hazájában és külföldön, illetve előadásokat tartott és grafikai alkotóműhelyeket vezetett Ausztráliában, Kínában, az USA-ban és Európa számos országában. A 80-as évektől több nemzetközi plakátkiállítás zsűrijében vett részt, 1994–1998 között ő volt a Plakát Biennálé elnöke Helsinkiben.
Tagjai közé választotta az Alliance Graphique International, ő lett a finn szekció elnöke. Több magyarországi tervezőgrafikai eseményen, illetve kiállításon is részt vett. A Magyar Millennium nemzetközi plakátszimpózium egyik résztvevője volt; ő válogatta a 2001-ben megjelent Plakátok Magyarországról című könyv, illetve a könyvvel párhuzamosan megvalósult dániai magyar plakátkiállítás anyagát; a 2008-ban Pécsen rendezett nemzetközi plakátfesztivál fődíjasaként 2009-ben a városi galériában nagyszabású kiállítást rendeztek munkásságából.

## Legfontosabb díjai
- Icograda Excellence Award, Chaumont, 1990
- First prize, Mexico International Poster Biennial, 1990
- Distinctive Merit Award New York Art Directors Club, 1991
- First prize, Colorado CIIPE, USA, 1999
- Grand Prix, Ekoplagat Triennial, Slovakia, 2000
- Internationaler Plakat Kunst Hof Rüttenscheid Preis, Essen, 2003
- First prize, Mexico International Poster Biennial, 2006

## A művész honlapja
- http://www.piippo.com/